# James Gallanders
James Gallanders est un acteur canadien né le 9 février 1970 à Scarborough en Ontario au Canada.

## Filmographie

### Cinéma
- 1997 : Meurtre à la Maison-Blanche (Murder at 1600) : Law Student
- 1998 : Reluctant Angel : Jason
- 1998 : Babyface : Jim
- 1998 : La Fiancée de Chucky (Bride of Chucky) : Russ
- 1999 : Le Troisième miracle (The Third Miracle) : Brother Gregory
- 1999 : Prisoner of Love : Vince
- 2002 : The Skulls II (vidéo) : Greg Sommers
- 2005 : Saw II : Voix additionnelles (voix)
- 2007 : Shake Hands with the Devil : Major Brent Beardsley
- 2019 : Project Ithaca : John Brighton

### Télévision

#### Séries télévisées
- 1994 : Robocop (saison 1, épisode 11)
- 1996 : Taking the Falls (saison 1, épisode 12) : Yuri
- 1996 : Un tandem de choc (saison 2, épisode 15) : Mark Ordover
- 1997 : Millennium (saison 1, épisode 10) : Missouri State Trooper
- 1997 : Nikita (saison 1, épisode 6) : Ornett
- 1997 : F/X, effets spéciaux (saison 2, épisode 6) : Kahil Bergeron
- 1997-1998 : Psi Factor, chroniques du paranormal (épisodes 1x19 / 3x04) : Bruce Farrell / Union Trooper W.R. Nelson
- 1999 : The City (12 épisodes) : Michael Croft
- 2002 : Tracker (saison 1, épisode 7) : Rod Archer / Cole
- 2002 : Invasion planète Terre (saison 5, épisode 13) : Reese Jackson
- 2002 : Mutant X (saison 1, épisode 22) : Jay Minhouse
- 2003 : Extase (saison 3, épisode 5) : Frank
- 2004 : Starhunter (saison 2, épisode 16)
- 2004 : Queer as Folk (saison 4, épisode 6) : Shane
- 2005 : Sue Thomas, l'oeil du FBI (saison 3, épisode 15) : Donovan Lester
- 2005 : Kevin Hill (saison 1, épisode 20) : Frank Drake
- 2005 : Missing : Disparus sans laisser de trace (saison 3, épisodes 1 & 2) : David Travis
- 2008 et 2016 : Les Enquêtes de Murdoch (épisodes 1x05 / 10x05) : Père Franks / Professeur Lawrence Hempel
- 2011 : Les Kennedy (mini-série, épisode 7) : Peter Lawford
- 2012 : Jessica King (saison 2, épisodes 12 & 13) : Tim Spivak
- 2019 : Ransom (saison 3, épisode 3) : Détective Gary Peterson

#### Téléfilms
- 1997 : Major Crime de Brad Turner : Murray Battaglia
- 2002 : Le Cœur d'un autre (Heart of a Stranger) de Dick Lowry
- 2005 : SRAS : Alerte au virus mondial (Plague City: SARS in Toronto) de David Wu
- 2005 : Ordre & châtiment, le péché de nos pères (Our Fathers) de Dan Curtis
- 2006 : Collision fatale (Earthstorm) de Terry Cunningham : Capitaine Ben Halberstom
- 2008 : Charlie et moi (Charlie & Me) de David Weaver : Jeffrey
- 2008 : Mon protégé (A Teacher's Crime) de Robert Malenfant : Dean Ryans
- 2009 : Throwing Stones de Mario Azzopardi : Jack
- 2009 : Indices cachés de Philippe Gagnon : Max Carver
- 2016 : Un ange aux deux visages (Mommy's Little Girl) de Yuvraj Chauhan et Curtis Crawford : Aaron Myers
- 2019 : Une lycéenne diabolique (Homekilling Queen) de Alexandre Carrière : Rob Manning